# Гайд-парк-корнер (станция метро)
«Гайд-парк-корнер» (англ. Hyde Park Corner tube station) — станция глубокого заложения Лондонского метрополитена, расположенная рядом с одноимённым (англ. Hyde Park Corner) перекрёстком шести улиц в боро Вестминстер (Лондон). Находится на линии Пикадилли между станциями «Найтсбридж» и «Грин-парк». Относится к первой тарифной зоне.
В результате проведенной кардинальной реконструкции станция была перестроена для работы с эскалаторами, а соседняя малоиспользуемая станция «Даун-стрит», расположенная на одноимённой улице восточнее в сторону станции «Грин-парк», была выведена из пассажирской эксплуатации.

## Особенности путевого развития
В случаях, когда движение по центральному участку линии «Пикадилли» прекращается, станция становится конечной для западного радиуса линии. При этом зонный оборот поездов осуществляется, благодаря наличию камеры съездов, расположенной восточнее пассажирских платформ.

## История
Станция была открыта Великой Северной, Пикадилли и Бромптонской железной дорогой (англ. Great Northern, Piccadilly and Brompton Railway) 15 декабря 1906 года. Это была связующая станция между двумя первоначальными компаниями, Лондонской объединённой железной дорогой и Пикадилли (англ. Brompton and Piccadilly Circus Railway, B&PCR) и городской железной дорогой (англ. Great Northern and Strand Railway, GN&SR), которые объединились после того, как линия от станции «Хаммерсмит» до «Финсбери-парк» была построена по единой схеме.
Оригинальное здание наземного вестибюля станции, спроектированное английским архитектором Лесли Грином (1875—1908) с фасадом, облицованным коричневой терракотовой плиткой цвета бычьей крови, всё ещё остаётся к югу от дорожной развязки. До июня 2010 года здание вестибюля использовалось в качестве ресторана-пиццерии, а с 14 декабря 2012 года — в нём располагается отель «Велсли» (англ. Wellesley). Здание было выведено из эксплуатации, когда в результате модернизации и реконструкции на станции были установлены эскалаторы вместо пассажирских лифтов, а также построен новый подземный кассовый зал, который был введён в эксплуатацию 23 мая 1932 года. Однако, несмотря на это аварийная лестница по-прежнему обеспечивает связь с платформами, а бывшие шахты лифтов теперь используются для вентиляции. В 1932 году на стенах станции была размещена серия диорам, отображающих развитие лондонского автобуса — некоторые масштабные модели давно исчезнувшего городского общественного транспорта сохранились в коллекциях музея Лондонского транспорта.
После реконструкции стала одной из немногих станций метрополитена Лондона без надземного вестибюля, поскольку в связи со строительством наклонного хода надобность в машинных отделениях лифтов отпала, а новый кассовый зал с турникетами находится в подземном вестибюле станции. Доступ на обновлённую станцию осуществляется из системы подземных пешеходных переходов вокруг перекрёстка Гайд-парк-корнер (англ. Hyde Park Corner).
В 2017 году суммарный пассажирооборот по станции составил 5 540 000 человек.

## Иллюстрации

Станция «Гайд-парк-корнер»
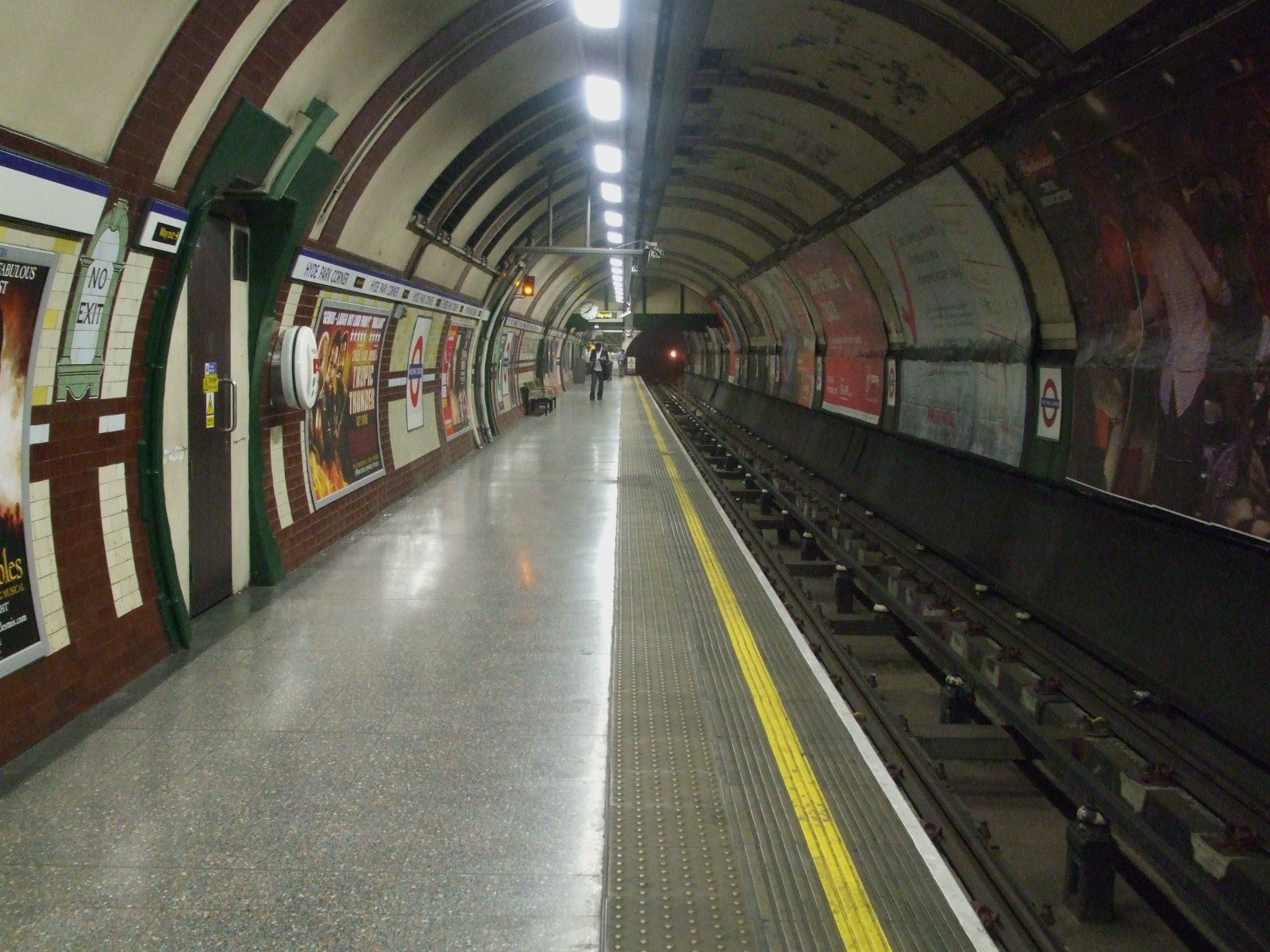
Западная платформа (вид на восток)
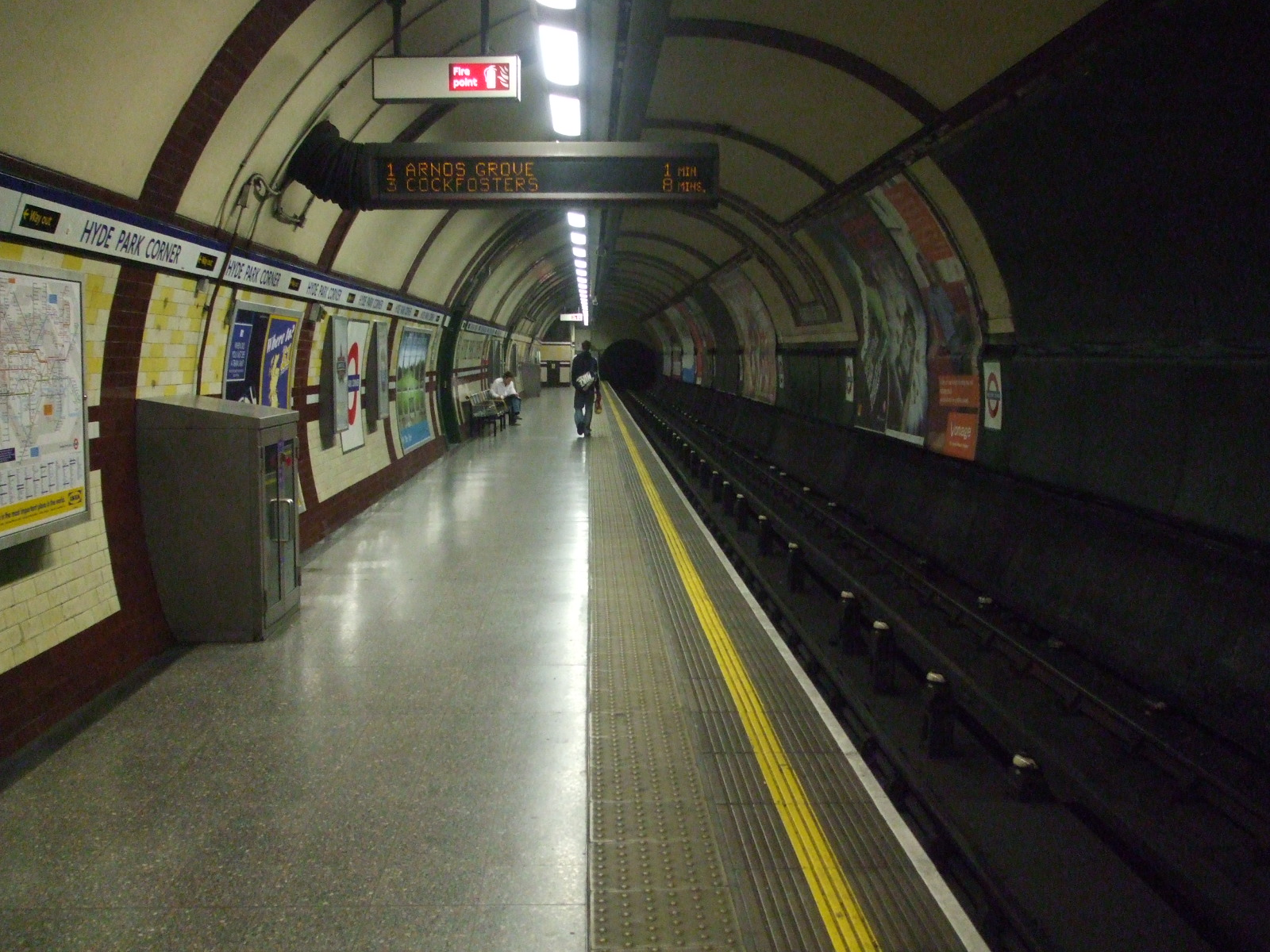
Восточная платформа (вид на запад)
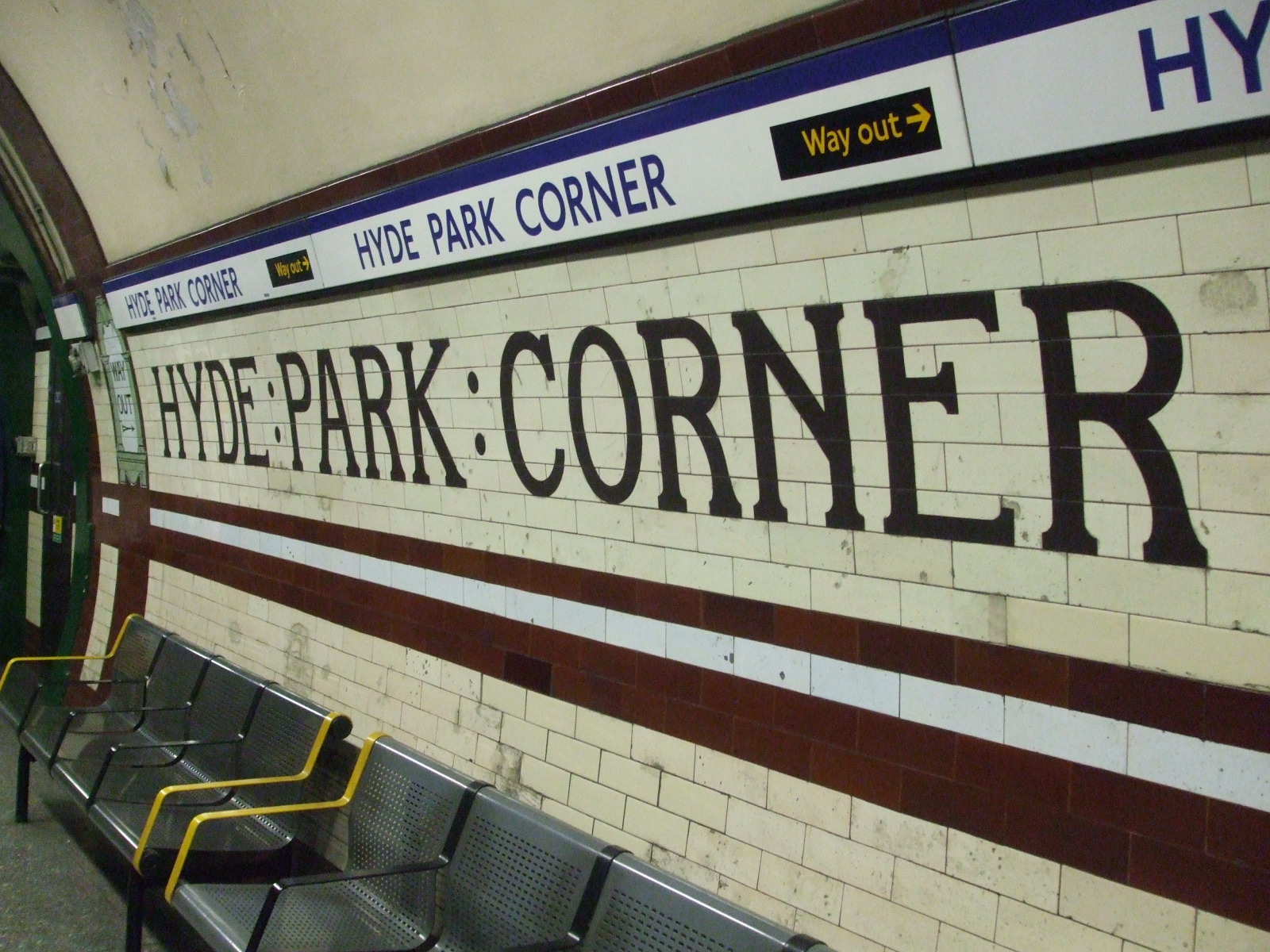
Платформа облицована плиткой
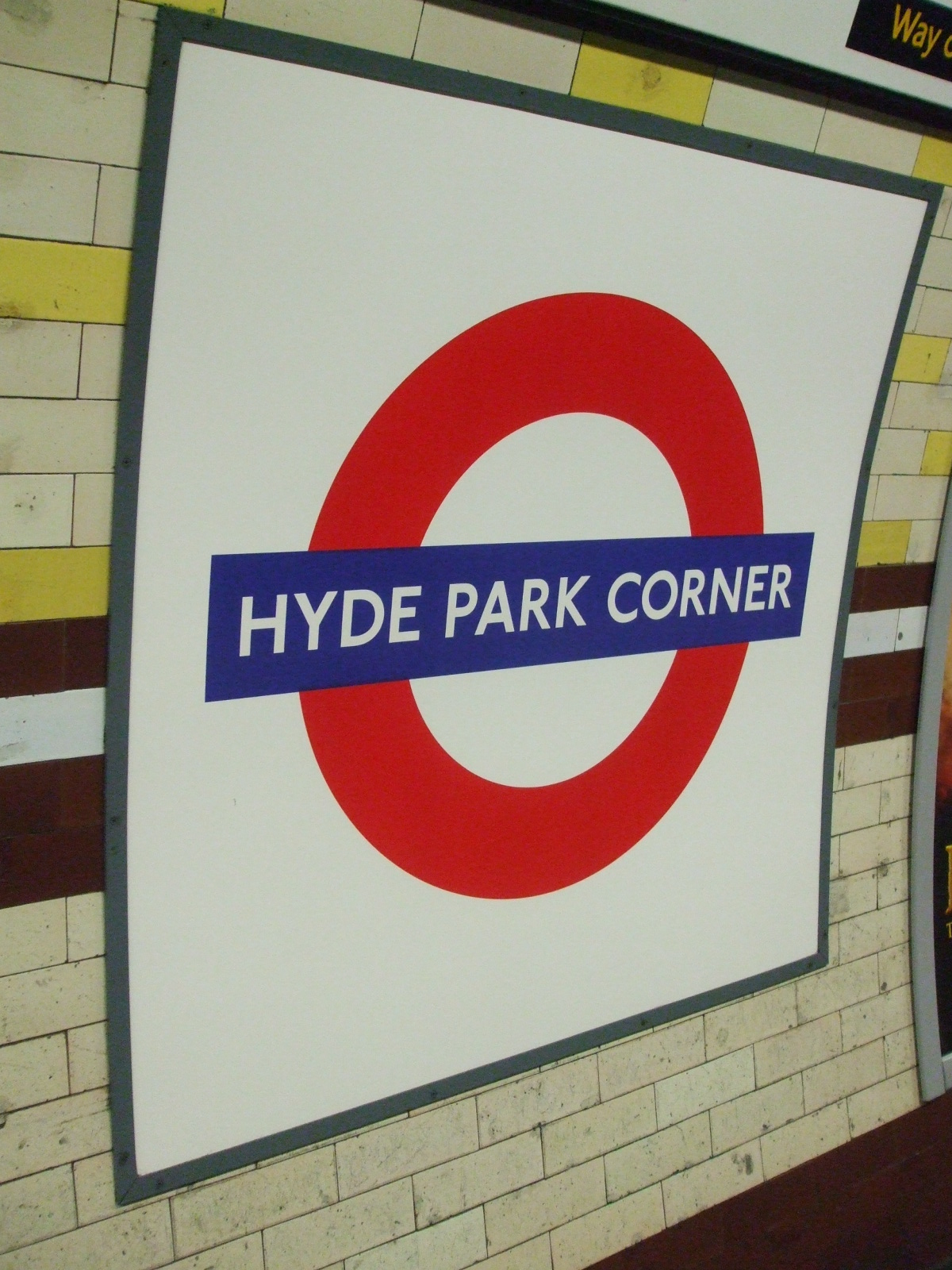
Рондель на платформе